# ハイスタンダード (銃器メーカー)
ハイスタンダード (High Standard Manufacturing Company/High Standard  Firearms) はアメリカ合衆国テキサス州ヒューストンに本社を置いていた銃器メーカーである。
2018年に廃業し、現存していない。

## 概要
ハイスタンダード社の祖は1926年、コネティカット州カムデンに設立された銃器部品製造会社であるハートフォード武器装備品社(Hartford Arms and Equipment Company)に遡る。同社は主に銃身穿孔用ドリルの製造を手掛け、関連して銃器部品と小型拳銃を製造した。
1932年、ドイツ移民の銃器設計技師であるカール・ギュスターヴ・スウェビリウス（Carl Gustave Swebilius）はハートフォードA&Eを買収し、“ハイスタンダード”と改名した。以後、同社は各種の.22口径拳銃を製造・販売し、第2次世界大戦当時はアメリカ軍に訓練用および特殊作戦用の拳銃を納入した。大戦後も各種の銃器を製造販売し、その中でも並列2連の銃身を持つ小型拳銃、ハイスタンダード D-100/D-101、通称“ハイスタンダード・デリンジャー”で著名である。
1968年に合衆国で新たな銃規制法（Gun Control Act of 1968(GCA68)）が成立し、銃の売買に関する規制が強化されたために全米で銃の販売数が激減、この影響を受けて経営が急速に悪化し、同年内にはアメリカのレジャーグループ(Leisure Group)に買収されてグループの一員になり、1976年にはコネチカット州イーストハートフォードに本社を移転した。以後も銃規制の影響により主力商品の小型拳銃の売り上げは芳しくなく、1978年には社長のクレム・コンフェッソーレ(Clem Confessore)はレジャーグループから経営権を購入してグループから離脱したものの、売上の不振から資金的に苦しく、製品の製造品質を保つことが難しくなり、ユーザーからの評価が低下して売上不振に拍車がかかり、経営難に陥った。1984年には同社製品の国内販売代理店を経営するゴードン・エリオット(Gordon Elliott)に対し、主力商品である.22口径競技用拳銃と"Crusader"回転式拳銃の製造/販売権と、"High Standard"の名と商標を売却した。しかし、エリオットは権利を得るも同社製品の製造を継続しなかったため、ハイスタンダード社の製品は同年をもって製造を終了、全て廃版となった。
1993年、テキサス州ヒューストンを本拠として再建されたハイスタンダード社は、会社の資産と商標、および.22口径競技用拳銃の権利を買い戻し、翌1994年3月には再建後最初の製品を出荷した。2001年にはアメリカの銃器メーカーであるAMT(Arcadia Machine & Tool)社とInter Arms社を買収して傘下に収めたが、2010年代に入って経営が悪化、2018年5月に廃業した。

## 製品
- ハイスタンダード ピストル
- オートマグ
- M1911
- HSA-15
- ハイスタンダード Model 10(英語版)